# Mesosmittia yunnanensis
Mesosmittia yunnanensis är en tvåvingeart som beskrevs av Wang och Zheng 1990. Mesosmittia yunnanensis ingår i släktet Mesosmittia och familjen fjädermyggor. Inga underarter finns listade i Catalogue of Life.